# Paolo Barilla
Paolo Barilla   (Milà, 20 d'abril de 1961) va ser un pilot de curses automobilístiques italià que va arribar a disputar curses de la Fórmula 1.
Va néixer el 20 d'abril del 1961 a Milà, Llombardia, Itàlia.
Fora de la F1 ha disputat moltes curses, destacant la victòria a l'edició de 1985 de les 24 hores de Le Mans.

## A la F1
Paolo Barilla va debutar a la quinzena cursa de la temporada 1989 (la 40a temporada de la història) del campionat del món de la Fórmula 1, disputant el 22 d'octubre del 1989 el G.P. del Japó al circuit de Suzuka.
Va participar en un total de quinze curses puntuables pel campionat de la F1, disputades en dues temporades consecutives (1989 - 1990), aconseguint una onzena posició com millor classificació en una cursa i no assolí cap punt pel campionat del món de pilots.

## Resultats a la Fórmula 1
| Any  | Equip            | Xassís  | Motor    | 1       | 2       | 3      | 4       | 5       | 6      | 7       | 8      | 9       | 10     | 11      | 12      | 13      | 14      | 15      | 16  | Posició | Punts |
| ---- | ---------------- | ------- | -------- | ------- | ------- | ------ | ------- | ------- | ------ | ------- | ------ | ------- | ------ | ------- | ------- | ------- | ------- | ------- | --- | ------- | ----- |
| 1989 | Minardi SpA      | Minardi | Cosworth | BRA     | SMR     | MON    | MEX     | USA     | CAN    | FRA     | GBR    | ALE     | HUN    | BEL     | ITA     | POR     | ESP     | JAP Ret | AUS | -       | 0     |
| 1990 | SCM Minardi Team | Minardi | Cosworth | USA Ret | BRA Ret |        |         |         |        |         |        |         |        |         |         |         |         |         |     | -       | 0     |
| 1990 | SCM Minardi Team | Minardi | Cosworth |         |         | SMR 11 | MON Ret | CAN NVQ | MEX 14 | FRA NVQ | GBR 12 | ALE NVQ | HON 15 | BEL Ret | ITA NVQ | POR NVQ | ESP NVQ | JAP     | AUS | -       | 0     |

### Resum
| Curses: | Victòries: | Pòdiums: | Poles: | Voltes ràpides: | Punts: |
| ------- | ---------- | -------- | ------ | --------------- | ------ |
| 15 (9)  | 0          | 0        | 0      | 0               | 0      |